# Ectemnonotum
Ectemnonotum är ett släkte av insekter. Ectemnonotum ingår i familjen spottstritar.

## Dottertaxa tillEctemnonotum, i alfabetisk ordning[1]
- Ectemnonotum acuminatum
- Ectemnonotum amplum
- Ectemnonotum apicale
- Ectemnonotum atrum
- Ectemnonotum baramensis
- Ectemnonotum basibreviatum
- Ectemnonotum bilobatum
- Ectemnonotum bitaeniatum
- Ectemnonotum bivittatum
- Ectemnonotum brevirostrum
- Ectemnonotum buxtoni
- Ectemnonotum cochleatum
- Ectemnonotum coruscans
- Ectemnonotum cyaneiventris
- Ectemnonotum dissolutum
- Ectemnonotum distanti
- Ectemnonotum dohrni
- Ectemnonotum elongatum
- Ectemnonotum excellens
- Ectemnonotum falsarium
- Ectemnonotum feralis
- Ectemnonotum fruhstorferi
- Ectemnonotum incisum
- Ectemnonotum javanense
- Ectemnonotum karnyi
- Ectemnonotum kedahanum
- Ectemnonotum luteopunctatum
- Ectemnonotum luteum
- Ectemnonotum luzonensis
- Ectemnonotum mentaweiense
- Ectemnonotum montanum
- Ectemnonotum moultoni
- Ectemnonotum nitidicolle
- Ectemnonotum rugosum
- Ectemnonotum simile
- Ectemnonotum tricoloriforme
- Ectemnonotum truncatum
- Ectemnonotum univittatum
- Ectemnonotum waterstradti